# Joe Cornish
Murray Joseph Cornish, detto Joe (20 dicembre 1968), è un comico, regista, conduttore radiofonico, sceneggiatore e attore inglese.
Insieme al suo partner di lunga data, Adam Buxton, formano il duo comico Adam e Joe.
Nel 2011, Cornish ha pubblicato il suo debutto alla regia con il film Attack the Block - Invasione aliena . Ha anche co-sceneggiato Le avventure di Tintin - Il segreto dell'Unicorno, con Steven Moffat e Edgar Wright.

## Filmografia

### Regista

#### Lungometraggi
- Attack the Block - Invasione aliena (Attack the Block) (2011)
- Il ragazzo che diventerà re (The Kid Who Would Be King) (2019)

#### Televisione
- Lockwood & Co. - serie TV 2 episodi (2023)

### Sceneggiatore

#### Lungometraggi
- Le avventure di Tintin - Il segreto dell'Unicorno (The Adventures of Tintin), regia di Steven Spielberg (2011)
- Attack the Block - Invasione aliena (Attack the Block), regia di Joe Cornish (2011)
- Ant-Man, regia Peyton Reed (2015)
- Il ragazzo che diventerà re (The Kid Who Would Be King), regia di Joe Cornish (2019)

#### Televisione
- Lockwood & Co. - serie TV 2 episodi (2023)

### Attore
- Hot Fuzz, regia di Edgar Wright (2007)